# Šavarš Karapetjan
Šavarš Vladimirovič Karapetjan (rusky Шава́рш Влади́мирович Карапетя́н, arménsky Շավարշ Կարապետյան, * 19. května 1953, Vanadzor) je bývalý arménský závodník v ploutvovém plavání. Stal se sedmnáctkrát mistrem světa a třináctkrát mistrem Evropy, jedenáctkrát zlepšil světový rekord. Proslavil se záchranou dvaceti lidských životů 16. září 1976. Když při tréninku spolu s bratrem běželi okolo Jerevanské přehrady, uviděli trolejbus, který sjel z cesty a zmizel pod vodou. Šavarš Karpetjan zorganizoval záchranné práce, sám se potápěl do desetimetrové hloubky a vynesl z trolejbusu těla asi čtyř desítek tonoucích pasažérů, z nichž se podařilo dvacet přivést k životu. Zachránce byl po svém činu 46 dní v bezvědomí (měl zápal plic a také otravu krve ze znečištěné vody). 
19. února 1985 Karapetjan znovu zachránil životy, když požár uvěznil několik lidí v jedné budově, a on je dokázal vyprostit. Utrpěl těžké popáleniny, které ho donutily strávit další dlouhou dobu v nemocnici.
Karapetjan si nepřál publicitu, zpráva o jeho činu se objevila v novinách až v roce 1982. Poté obdržel vyznamenání Odznak cti a UNESCO mu udělilo cenu Fair Play. Je po něm pojmenován asteroid 3027 Šavarš. Karapetjan žije v Moskvě a je majitelem ševcovské dílny nazvané „Druhý dech“. 6. října 2013 byl jedním z běžců štafety s olympijským ohněm mířící do Soči.